# Mazindol
Mazindol ist ein trizyklisches Isoindolderivat und ein Arzneistoff aus der Gruppe der Psychostimulanzien. Es ist nicht mit den trizyklischen Antidepressiva verwandt.
Seit 1990 ist Mazindol in Deutschland außer Handel.

## Indikationen
Mazindol wird zur Initialbehandlung von Adipositas eingesetzt. Therapeutisch sinnvolle Dosen liegen zwischen 1 und 3 mg/Tag beim Frühstück. Mittlerweile ist dieses Therapieprinzip überholt.
Es wurde außerhalb seiner Zulassung auch zur Behandlung von Tagesmüdigkeit bei Narkolepsie eingesetzt.

## Pharmakologie

### Pharmakodynamik
Mazindol hat eine ähnliche Wirkung wie Amphetamin, ist jedoch selbst kein Amphetaminderivat. Es hemmt v. a. die Wiederaufnahme des Botenstoffes Noradrenalin.

### Pharmakokinetik
Mazindol entfaltet seine maximale Wirkung (Tmax) nach 2 bis 4 h. Die Bioverfügbarkeit liegt bei 50 %. Die Halbwertszeit liegt bei 33 bis 55 h. Es wird zu 25 % renal und zu 75 % biliär ausgeschieden.

### Neben- und Wechselwirkungen
- Häufig (1 %–10 %): Angina Pectoris.
- Selten (< 0,1 %): pulmonale Hypertonie
- Ferner: Schlaflosigkeit, Schwindel, Erregung, Verwirrung, Mydriasis, Somnolenz, Apathie, Krämpfe, Koma; Miktionsschwierigkeiten, Harnverhaltung, Impotenz; Mundtrockenheit, Schwitzen, Durst, Frösteln; Magendrücken, Obstipation, Diarrhoe, Ileus; selten Herzklopfen, Ausschlag, Muskelzucken, Tachykardie, Hypotonie, Arrhythmien, Schock.